# Ereminellus vitabundus
Ereminellus vitabundus är en insektsart som beskrevs av Harry Brailovsky och Barrera 1984. Ereminellus vitabundus ingår i släktet Ereminellus och familjen Rhyparochromidae. Inga underarter finns listade i Catalogue of Life.